# Saint-Michel-de-Llotes
Saint-Michel-de-Llotes (în catalană Sant Miquel de Llotes) este o comună în departamentul Pyrénées-Orientales din sudul Franței. În 2009 avea o populație de 297 de locuitori.

## Evoluția populației
| An        | 1975 | 1982 | 1990 | 1999 | 2006 | 2009 |
| --------- | ---- | ---- | ---- | ---- | ---- | ---- |
| Populație | 182  | 205  | 219  | 269  | 300  | 297  |